# Grootvlekstippelmot
De grootvlekstippelmot (Yponomeuta plumbella) is een vlinder uit de familie van de stippelmotten (Yponomeutidae). De spanwijdte van de vlinder bedraagt tussen de 17 en 19 millimeter. De imago is goed van de andere stippelmotten te onderscheiden door de duidelijke zwarte vlek midden aan de binnenrand van de voorvleugel, en de zwarte veeg aan het uiteinde van de voorvleugel.

## Waardplant
De waardplanten van deze vlinder zijn kardinaalsmuts en wilde kardinaalsmuts. Er zijn echter meer stippelmotten die deze planten als waardplant hebben, de kardinaalsmutsstippelmot (Yponomeuta cagnagella) en waasjesstippelmot (Yponomeuta irrorella), zodat enkel het vinden van rupsen met spinsels in kardinaalsmuts geen determinatiezekerheid geeft.

## Voorkomen in Nederland en België
De grootvlekstippelmot komt in Nederland vooral in het kustgebied en langs de grote rivieren voor. In België komt de soort vooral voor in het zuiden. De vliegtijd is van juni tot augustus.